# Нецеча
Нецеча (пол. Nieciecza) — село в Польщі, у гміні Жабно Тарновського повіту Малопольського воєводства.
Населення — 723 особи (2011).
У 1975-1998 роках село належало до Тарновського воєводства.

## Демографія
Демографічна структура станом на 31 березня 2011 року:
|          | Загалом | Допрацездатний вік | Працездатний вік | Постпрацездатний вік |
| -------- | ------- | ------------------ | ---------------- | -------------------- |
| Чоловіки | 353     | 70                 | 245              | 38                   |
| Жінки    | 370     | 78                 | 207              | 85                   |
| Разом    | 723     | 148                | 452              | 123                  |